# روب تالبوت
روب تالبوت (بالإنجليزية: Rob Talbot)‏ هو سياسي نيوزلندي، ولد في 18 أكتوبر 1923، وتوفي في 13 ديسمبر 2012 في ويلينغتون في نيوزيلندا. انتخب عضو مجلس النواب النيوزيلندي.